# Ганс Олаф Карде
Ганс Олаф Карде (норв. Hans Olav Karde; нар. 27 листопада 1946) — норвезький економіст, колишній директор SpareBank 1 Nord-Norge з 1989 по 2013 рік. Карде за освітою соціальний економіст, раніше працював у Міністерстві місцевого самоврядування та на посадах радника в Тромсе та комуні Гарстад.
З 2012 по 2013 рік Карде був головою Урядового комітету Північного регіону. Карде був головою комітету Тромсе 2018 і комітету шахової олімпіади Тромсе 2014.
У 2014 році Карде нагороджений орденом Святого Олафа 1-го ступеня за зусилля в розвитку культури та ділового життя Північної Норвегії.